# C'est la fête (chanson Disney)
Pour les articles homonymes, voir C'est la fête et Be Our Guest.
Be Our Guest
Pistes de Beauty and the Beast: Original Motion Picture Soundtrack
"Gaston (Reprise)" "Something There"
C'est la fête (ou Be Our Guest en version originale) est une chanson issue du long métrage de 1991, La Belle et la Bête.
La chanson composée par Alan Menken et écrite par Howard Ashman fut nommée à l'Oscar du cinéma en 1991 dans la catégorie Meilleure chanson originale. Beauty and the Beast, une autre chanson phare du film était nommée à ses côtés et remporta le prix cette année-là.
Dans sa version originale, elle est interprétée par Jerry Orbach et Angela Lansbury, sous les traits de Lumière et de madame Samovar. Pour la version française, adaptée par Claude Rigal-Ansous, elle fut interprétée par Daniel Beretta et Lucie Dolène.

## Reprise
- Dans le téléfilm Descendants, qui raconte l'histoire de certains des descendants des héros et des méchants des films du studio Walt Disney Pictures, la chanson est reprise par le fils de Belle et de La Bête accompagné par plusieurs de ses camarades.

## Parodies
- La chanson a été parodiée par Les Simpson dans l'épisode Une portée qui rapporte où Mr. Burns interprète la chanson « See My Vest ».
- Les Animaniacs reprirent la chanson en la transformant en « Be a Pest », dans un dessin animé parodie où La Bête s'avère être... Taz !
- Le Joueur du Grenier a également repris la chanson dans sa vidéo sur les jeux Disney.
- Dans l'adaptation en images réelles du Roi Lion, au moment de faire diversion pour attirer les hyènes tandis que Simba et Nala se rapprochent du Rocher du Lion, Timon aidé de Pumbaa reprend l'introduction de la chanson.